# Cao Zhen
En aquest nom xinès, el cognom és Cao.
Cao Zhen (mort el 231 EC) va ser un general militar servint sota el senyor de la guerra Cao Cao durant el període de la tardana Dinastia Han Oriental de la història xinesa. Va ser també un nebot llunyà de Cao Cao, encara que aquest últim el va tractar com un fill. Cao Zhen participà en moltes campanyes contra les forces de Liu Bei i Sun Quan. De 227 en endavant, s'involucra en gran manera en la resistència a les Expedicions del Nord dirigides per Zhuge Liang.
Cao Zhen era ben conegut per la seva valentia. Els Registres del Tres Regnes l'enregistren en un viatge de caça durant el qual el jove Cao Zhen és perseguit per un tigre. Donant-se la volta, li dispara una fletxa i mata la bèstia d'un tret.
Cao Zhen també va ser respectat entre els seus súbdits i tropes per la seva humilitat i generositat. Durant les excursions, Cao Zhen compartia el treball dels seus homes. Quan els salaris pagats eren escassos i roïns, sempre aportava de la seva pròpia riquesa.

## Vida
D'acord amb els Registres dels Tres Regnes, Cao Zhen fou nebot llunyà de Cao Cao. El 190, quan Cao Cao estava formant un exèrcit per unir-se a la coalició contra Dong Zhuo, el tirànic senyor de la guerra que mantenia segrestat a l'Emperador Xian, el pare de Cao Zhen Cao Shao va fer seguiment de la crida però fou matat abans que se poguera unir a Cao Cao.
La Breu història de Wei (魏略) de Yu Huan, no obstant diu que Cao Zhen originalment tenia el cognom de Qin (秦). El pare de Cao Zhen, Qin Bonan, va ser un bon amic de Cao Cao durant prou temps. El 195, amb Cao Cao fugint dels rebels, aquest se va amagar entre els Qin. Quan el rebels preguntaren sobre el parador de Cao Cao, com no el reconeixien per la cara, Qin Bonan afirmà ser ell i el van assassinar.
De qualsevol manera, Cao Cao agafà al jove Cao Zhen, i el va criar com el seu propi fill. El va posar a viure amb el seu futur successor Cao Pi i un altre nebot llunyà, Cao Xiu. Impressionat per la valentia de Cao Zhen, Cao Cao també li va donar un lloc de comandament en la Cavalleria d'Elit de Lleopards i Tigres.
D'ara endavant Cao Zhen participaria en les campanyes contra els rebels i contra Liu Bei. En 215, després que el general veterà de Wei Xiahou Yuan fóra derrotat i assassinat a la batalla del Mont Dingjun, Cao Zhen fou encarregat de supervisar la represa del Pas Yangping (阳平关) duta a terme per les forces dirigides per Xu Huang.
Després que Cao Pi succeí a Cao Cao en 220, Cao Zhen es va convertir en General que Guarda l'Oest (镇西将军) i se li encarregà la defensa de Yongzhou (雍州) i Liangzhou (凉州). Va ser cridat a la capital Luoyang en el 222 i ascendit a General Suprem de l'Exèrcit Capdavanter (上军大将军), donant-se-li també competències en tots els assumptes militars de la nació i els estrangers. En el mateix any, Cao Zhen, junt amb Xiahou Shang, va dirigir personalment un atac contra Sun Quan a Jiangling. Després d'una victòria inicial, la força hagué de retirar-se degut a un brot epidèmic.
En 227, Cao Rui succeí el tron de Cao Wei i a Cao Zhen se li promogué a General Suprem (大将军). En qüestió de mesos, Zhuge Liang, el Canceller de Shu Han, llançà les seues primeres Expedicions del Nord contra Cao Wei. Cao Zhen va situar les seues defenses a Mei (郿), prop de Chang'an i Chencang (陈仓). Va aconseguir defensar les invasions durant els següents tres anys.
En 230, Cao Zhen es dirigí a Luoyang per tindre una audiència amb l'emperador, durant la qual va ser fet Conseller de Defensa. A continuació va proposar un canvi d'una actitud defensiva a una ofensiva, amb un pla per atacar per diversos fronts a Hanzhong, base primordial de les intrusions de Zhuge Liang. La seva proposta va ser acceptada el mateix any, i Cao Zhen va dirigir una força cap a Hanzhong prenent una ruta pel sud de la Sendera Ziwu (子午道), mentre que Sima Yi dirigia altra força per l'oest del Riu Han. Les dues forces estaven previstes de convergir en Nanzheng (南郑), al sud-oest de Hanzhong.
El pla va ser frustrat per les fortes pluges, però durà més d'un mes i va ser dificultat per camins de muntanya infranquejables. Cao Zhen tot seguit emmalaltí i tornà a Luoyang, on va morir en el 231. Se li va donar el títol pòstum de Marqués de Yuan (元侯), que significa literalment el primer marquès.

## Família
- Pare: Cao Shao (曹邵), es va unir a les forces de Cao Cao a principis de la dècada del 190, mort per Huang Wan (Governador de la Província de Yu)
- Germans:
  - Cao Bin (曹彬), germà menor, se li va concedir el títol de marquès durant el regnat de Cao Pi
- Fills:
  - Cao Shuang, fill major, va governar com a regent durant el regnat de Cao Fang, va caure del poder en l'Incident a les Tombes Gaoping, mort per Sima Yi després de rendir-se
  - Cao Xi (曹羲), serví com a general durant la regència de Cao Shuang, mort per Sima Yi després de la rendició de Cao Shuang
  - Cao Xun (曹訓), serví com a general durant la regència de Cao Shuang, mort per Sima Yi després de la rendició de Cao Shuang
  - Cao Ze (曹則), se li concedí el títol de marquès
  - Cao Yan (曹彥), se li concedí el títol de marquès
  - Cao Ai (曹皚), se li concedí el títol de marquès
- Descendents:
  - Cao Xi (曹熙), renebot, continuà la línia familiar de Cao Zhen, se li concedí el títol de Marquès de Xinchangting en la dècada del 250

## Anotacions
1. ↑  de Crespigny, Rafe. A biographical dictionary of Later Han to the Three Kingdoms (23–220 AD).  Brill, 2007, p. 50. ISBN 978-90-04-15605-0.